# فهرست نویسندگان علمی-تخیلی
فهرست نویسندگان علمی-تخیلی (به انگلیسی: List of science fiction authors)

## الف
- کوبو آبه
- داگلاس آدامز
- آیزاک آسیموف
- برایان آلدیس
- لوید آلکساندر
- کینگزلی آمیس
- مارگارت اتوود
- رابرت لوییس استیونسون (دکتر جکیل و آقای هاید)
- پول آندرسون
- پل اندرسون (شمشیر شکسته و موج ذهن وقایق یک میلیون ساله و کایری)
- کوین جی. اندرسون

## ب
- دونالد بارتلمی
- جی. جی. بالارد
- سیرانو دو برژراک (سفر به ماه)
- ری بردبری (فارنهایت ۴۵۱ و مرد مصور)
- آلفرد بستر

## پ
- اس.دی. پری
- فردریک پول
- فیلیپ پولمن (نیروهای اهریمنی اش)

## ت
- محمدرضا تقوی فرد (دخترخورشید و پسرماه)

## چ
- کارل چاپک (کارخانه مطلق‌سازی، .R.U.R)

## د
- لستر دل ری (ربات فراری)
- فیلیپ ک. دیک (داستان کوتاه آیا انسان‌نماها خواب گوسفندان الکتریکی را می‌بینند؟)
- ال. اسپراگ دی کمپ

## ر
- جین رادنبری، (پیشتازان فضا و فیلم‌نامههای سریال و فیلمهای سینمایی)
- جی.کی. رولینگ (هری پاتر)

## س
- هیدکی سنا
- رابرت سیلوربرگ (فرزندان ناتنی زمین و دنیای درون)
- کلیفورد سیماک (داستان کوتاه همزاد)

## ش
- مری شلی (فرانکشتاین، آخرین نفر)
- رابرت شکلی (داستان‌های کوتاه کنی و زن ایده‌آل)

## ک
- ایتالو کالوینو (کمدی‌های کیهانی)
- مایکل کرایتون (شکار، پارک ژوراسیک، زمان‌نگار)
- جان کریستوفر (دو سه‌گانهٔ مشهور سه‌پایه‌ها و شهریار آینده)
- آرتور سی. کلارک

## گ
- اورسولا لی گوین (دست چپ تاریکی، مخلوع: یک آرمان شهر دوپهلو)
- تام گودوین

## ل
- استانیسلاو لم (سولاریس و شکست ناپذیر)
- جرج لوکاس
- آیرا لوین (این هنگامهٔ بی عیب در ایران یونی کامپ)
- جنتری لی

## م
- جورج آر. آر. مارتین
- آن مک کافری (مجموعه ۱۸ جلدی Pern)
- استفانی میر (شفق, ماه نو وسپیده دم و....)

## ن
- دمون نایت (داستان کوتاه خدمت به انسان)

## و
- کورت وانگات (سلاخ خانهٔ شمارهٔ پنج، زمان لرزه)
- ژول ورن (پنج هفته در بالون، سفر به ماه، سفر به مرکز زمین و بسیاری دیگر)
- هربرت جرج ولز (ماشین زمان و مرد نامرئی)
- کانی ویلیس

## ه
- رابرت ای. هاین لاین
- آلدوس هاکسلی (دنیای قشنگ نو)
- فرانک هربرت، (تل‌ماسه)
- هری هریسون